# 第3坦克旅 (烏克蘭)
第3坦克旅（烏克蘭語：3-тя илича танкова бригада）是烏克蘭陸軍的後備裝甲部隊。該部隊的全名是第3獨立坦克钢鐵旅。

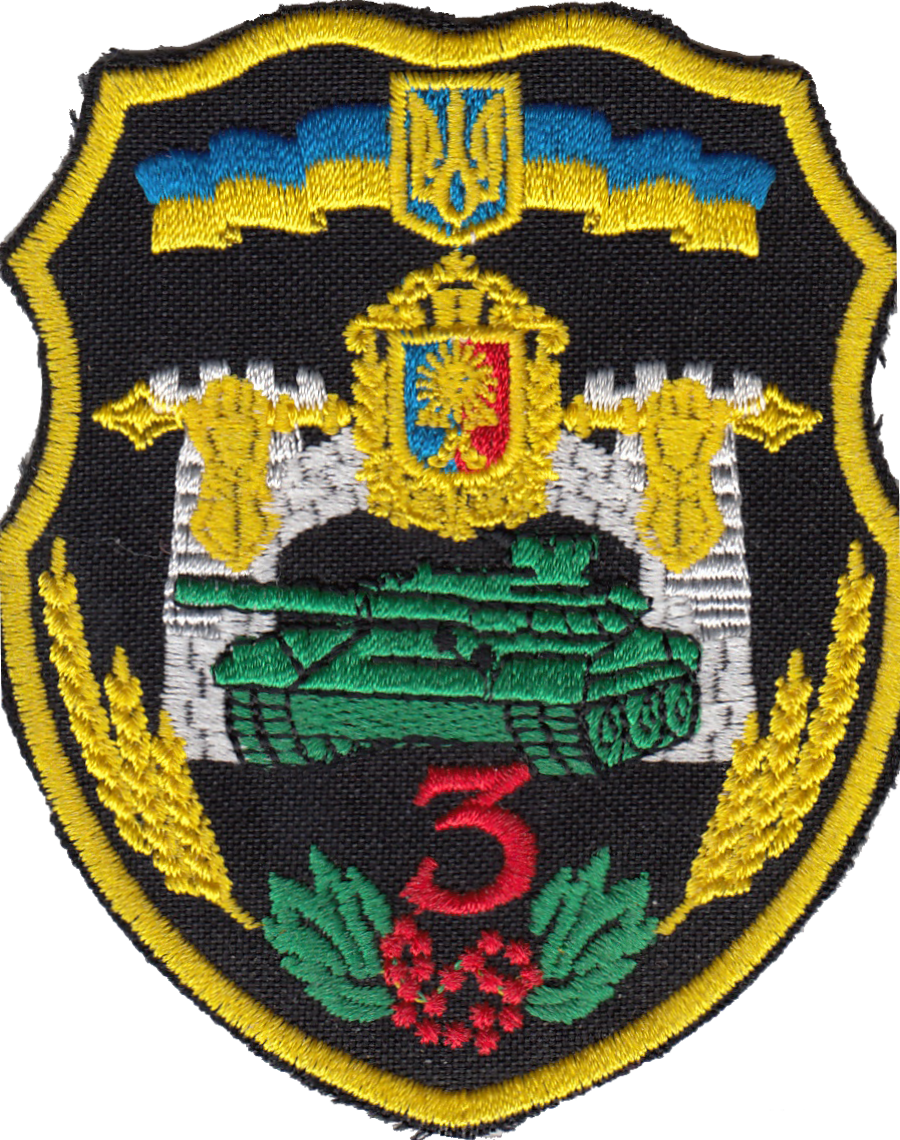
前第 3 坦克旅肩袖徽章

## 歷史

### 創建
該旅成立於2016年，備有T-72坦克。

### 俄烏戰爭

#### 2022年俄羅斯入侵烏克蘭
第 3 坦克旅在俄羅斯入侵前花了一個月的時間訓練預備役人員。 部隊配有了 BMP、坦克和 BM-21火箭炮 系統。在2022年2月24日，俄羅斯入侵烏克蘭，該部隊被派去保衛基輔，並參與了隨後的伊久姆戰役。

## 當前結構
截至 2022 年，第 3 坦克旅的結構如下：
- 第 1 坦克營
- 第 2 坦克營
- 第 3 坦克營
- 機械化營
- 旅砲兵群
  - 目标偵测連
  - 自走火砲營（2S3「相思」自走砲）
  - 自走火砲營（2S1 Gvozdika 自走砲）
  - 火箭砲兵營 (BM-21火箭炮)
- 防空導彈砲兵營
- 後勤營

## 過去的指揮官
- 弗拉基米爾·費多琴科 (Volodymyr Fedorchenko) 中校 - 2019年
- 羅曼·舍雷梅特 (Roman Sheremet)上校 - 2021年 - 現在